# Ivan Rozman (književnik)
Ivan Rozman, slovenski književnik in publicist, * 9. november 1873, Kranj, † 15. april 1960, Ljubljana.

## Življenjepis
Rozman je dokončal 4 razrede osnovne šole in le 1. razred gimnazije, nato je v letih 1890−1910  Kranju služboval pri V. Štempiharju, v začetku kot pisar, nato višji pisar in od 1900 kot vodja pisarne. Z izobraževanjem in prakso si je pridobil potrebno pravno znanje in 1910 je odprl v Kranju gospodarsko pisarno, ki jo je vodil do 1914. Po tri in polletni službi v vojski je bil 1918 prideljen prehranjevalnemu uradu v Ljubljani; ob času koroškega plebiscita je bil inšpektor za prehrano v coni A; od 1924 do upokojitve 1939 pa je služboval na ljubljanski univerzi kot kvestor, uradnik na zavodu za meteorologijo in geodinamiko ter knjižničar na pravni fakulteti.

## Delo
Rozman se je sam izobraževal v zgodovini in filozofiji, študiral nemške filozofe (Kant, Hegel, Schopenhauer), zgodovino verstev, sociologijo in slovstvene klasike ter se dokopal do obsežnega znanja in samosvojega idealističnega filozofskega nazora. Pod raznimi imeni in šiframi: Ivan R., Janko R., I. R., Otokar Klas, Peter Popotnik, O. A. M. je pisal literarno kritične, politične, gospodarske in satirične članke v razne liste (Gorenjca, Slovenca, Slovenske novice, Naš list, Brivca, Kurenta, Ježa in druge). Pomembnejši članki in razpravljanja so: Naša pot k morju (1922); Quo vadis, naša inteligenca? (1926); Dokumenti o koroškem plebiscitu; Naša bol (Lj. 1922). Na Zavodu za meteorologijo je sestavil Navodila za opazovanje.
Gojil je tudi leposlovje in esejistiko. Prvi leposlovni spis je objavil 1894,  pozneje je pisal črtice, ki so bile objavljene v LZ (1905 in 1906); po Kersnikovem romanu Testament je napravil dramo z istim imenom (upriz. v Lj. 1905, v knjigi 1906). Sad filozofskega razmišljanja so aforizmi Kamenje z domače zemlje (1916); Beseda o rojstvu, Včlovečenje (1917), Nova erotika (1923) in eseji: Božji človek, Hlapec Jernej na odru (1927), Henrik Ibsen (1928), Župančičeve miselnosti smer in smoter (1928).
Rozmanova razmišljanja se obračajo zoper Nietzschejevega nadčloveka, kakršen se je pokazal zlasti v 1. svet. vojni, in zoper pojave v poznejših evropskih imperializmih; nasproti človeku sile postavlja človeka duha, zmagovalca nad razdvojeno naravo. V Novi erotiki sledi glavnim vprašanjem svetovne filozofije, zlasti polarnosti razuma in ontološke pomembnosti obeh naravnih nosilcev človeškega dogajanja: moža in žene; svoja dognanja prikazuje brez določenega sistema, v obliki poetično-razumskih sentenc.